# (73847) 1996 RA19
(73847) 1996 RA19 – planetoida z pasa głównego asteroid okrążająca Słońce w ciągu 5,82 lat w średniej odległości 3,23 j.a. Odkryta 15 września 1996 roku.